# Сулеймен
Сулейме́н (каз. Сүлеймен) — село у складі Кокпектинського району Абайської області Казахстану. Входить до складу Ульгулімалшинського сільського округу.
Населення — 111 осіб (2021; 169 у 2009, 255 у 1999, 423 у 1989).
Національний склад станом на 1989 рік:
- казахи — 100 %

У радянські часи село називалось також Ферма № 3 совхоза Ульгумалші.